# Casama vilis
Casama vilis är en fjärilsart som beskrevs av Walker 1865. Casama vilis ingår i släktet Casama och familjen tofsspinnare. Inga underarter finns listade i Catalogue of Life.